# Tag des Verteidigers des Vaterlandes

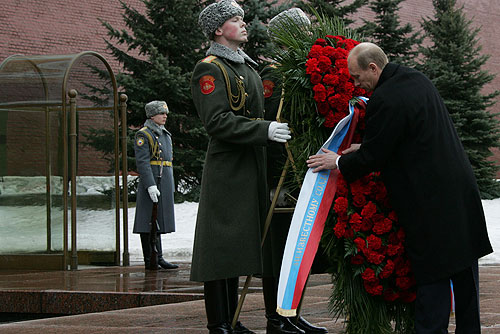
Präsident Putin am Grabmal des unbekannten Soldaten beim Moskauer Kreml, 23. Februar 2008

Der Tag des Verteidigers des Vaterlandes (russisch День защи́тника Оте́чества Den saschtschitnika Otetschestwa) ist ein gesetzlicher Feiertag in Russland und einigen anderen Teilen der ehemaligen Sowjetunion. Er wird in Russland jährlich am 23. Februar gefeiert und ist seit 2002 arbeitsfrei.

## Geschichtlicher Hintergrund
Der Feiertag wurde 1922 von Lenin durch den Befehl Nr. 95 als nicht arbeitsfreier Tag der Roten Armee eingeführt. So hieß er bis 1949, anschließend bis 1991 Tag der Sowjetarmee und Seestreitkräfte. Er war bis zum Ende der Sowjetunion einer ihrer wichtigsten Feiertage und erinnert an die Anfänge der Roten Armee. Am 23. Februar 1918 wurden in Petrograd und Moskau erstmals in größerem Umfang Soldaten rekrutiert, und gegen Ende des Ersten Weltkrieges kam es auch zu Siegen bei Kämpfen zwischen der Roten Armee und den Truppen des Deutschen Reiches bei Pskow und Narwa. Das Dekret zur Gründung der Armee wurde allerdings schon am 25. Januar 1918 erlassen, also ungefähr einen Monat früher.
Früher fanden am Feiertag stets große Militärparaden statt.
Nach dem sowjetischen Sieg in der Schlacht von Stalingrad beschloss die britische Regierung den Tag der Roten Armee im Jahre 1943 mit einer grandiosen öffentlichen Demonstration zu feiern. Die Rote Fahne wehte auf öffentlichen Gebäuden, und am Ende eines Festzuges wurde sie vor der Albert Hall gehisst. Mehrfach erklang Die Internationale. Die Feiern wurden von der Bevölkerung stark besucht und als angemessenes Symbol für ihre Bewunderung der Roten Armee betrachtet.

## Status des Feiertages in den einzelnen Staaten

### Russland
In Russland wurde der Feiertag im Jahr 2002 unter dem aktuellen Namen wieder amtlich eingeführt. Er soll die Angehörigen der russischen Streitkräfte feiern.

### Belarus
In Belarus wird der Feiertag (in der belarussischen Sprache als Дзень абаронцы Айчыны Dsen abaronzy Ajtschyny bekannt), wie in Russland, am 23. Februar begangen, an dem im Jahr 1918 das erste einheitliche Militär des Landes gegründet wurde. Traditionell legt der belarussische Präsident am 23. Februar einen Kranz auf das Denkmal am Siegesplatz in Minsk, gefolgt von gemeinsamen Veranstaltungen von Soldaten der belarussischen Streitkräfte und der russischen Streitkräfte.

### Ukraine
Im Jahr 1999 beschloss das ukrainische Parlament, den sowjetischen Feiertag wieder einzuführen. Er war nicht arbeitsfrei. Präsident Petro Poroschenko entzog dem Tag am 24. August 2014 seinen amtlichen Status, da die Ukraine „die Verteidiger ihres Heimatlandes ehren wird, und nicht die eines fremden [Landes, Anm.]“. Als neuer „Tag des Verteidigers der Ukraine“ gilt seither der 14. Oktober, der traditionelle Tag der ukrainischen Kosaken und Jahrestag der Aufstellung der Ukrainischen Aufständischen Armee. Der Tag ist arbeitsfrei.

### Kasachstan
In Kasachstan wird der Tag der Verteidiger des Vaterlandes am 7. Mai begangen, an dem im Jahr 1992 die kasachische Armee aufgestellt wurde. Auf Kasachisch heißt der Tag Отан қорғаушы күні.

### Transnistrien
In (dem völkerrechtlich nicht als eigenständiger Staat anerkannten) Transnistrien ist der Tag des Verteidigers des Vaterlandes ein Staatsfeiertag und wird am 23. Februar gefeiert. Die wichtigsten festlichen Veranstaltungen finden in Tiraspol statt. An ihnen nehmen der Präsident der Republik und die Leiter der Sicherheitsbehörden teil.

### Armenien
In Armenien ist dieser Tag kein Feiertag. Doch am 23. Februar finden in Jerewan und Gjumri feierliche Veranstaltungen zum Tag des Verteidigers des Vaterlandes statt. Der Armenische Verteidigungsminister, der Generalstabschef der Streitkräfte, der außerordentliche und bevollmächtigte Botschafter der Russischen Föderation in Armenien, hochrangige Offiziere und Soldaten der Streitkräfte Armeniens und Russland und die Vertreter der diplomatischen Missionen besuchen den Eriwan Victory Park. Sie legen Kränze am Denkmal des Unbekannten Soldaten ab, um der Opfer der Verteidigung des Vaterlandes zu gedenken. Danach gehen armenische und russische Soldaten in einer Parade durch den Park.